# 1984 (альбом Republika)
1984 — альбом польской рок-группы Republika выпущенный в 1984 году во Великобритании лейблом Mega Organisation. Альбом заключает все треки из альбома Nowe sytuacje на английском языке. Название 1984 относится к роману 1984 Джорджа Оруэлла. В Польше впервые альбом изданный в 1991 году лейблом MMPP на CD вместе с альбомом Nieustanne tango.

## Список композиций
Сторона А
1. «New Situations» — 4:34
2. «Nervous System» — 3:47
3. «The Current» — 4:28
4. «Siberia» — 4:19
5. «Bikini Death» — 4:30

Сторона Б
1. «The Plan» — 3:48
2. «My Imperialism» — 3:48
3. «Hallucinations» — 3:25
4. «„=“ Equals» — 2:54
5. «Todays Sleepwalkers» — 4:24

- Слова и музыка всех песен — Grzegorz Ciechowski
- Перевод — Anna Baranówna[5]

## Состав группы
- Гжегож Цеховский (пол. Grzegorz Ciechowski) — вокал, фортепиано, флейта
- Славомир Цесельский (пол. Sławomir Ciesielski) — барабаны, вокал
- Збигнев Кживаньский (пол. Zbigniew Krzywański) — гитара, вокал
- Павел Кучыньский (пол. Paweł Kuczyński) — бас-гитара